# Mariam Metwally
Mariam Metwally (* 11. November 1996 in Alexandria) ist eine ägyptische Squashspielerin.

## Karriere
Mariam Metwally wurde 2013 in Breslau nach einer Vier-Satz-Niederlage gegen Nour El Sherbini Vizeweltmeisterin bei den Junioren. Bereits seit 2011 ist sie auf der PSA World Tour aktiv und gewann bislang zwei Titel. Ihre beste Platzierung in der Weltrangliste erreichte sie mit Rang 20 im April 2018. Ihre erste Weltmeisterschaft bestritt sie im Alter von 18 Jahren im Jahr 2014, nachdem sie erfolgreich die Qualifikation gemeistert hatte.

## Erfolge
- Gewonnene PSA-Titel: 2